# Psyduck
Psyduck (コダック Kodakku?) es un personaje ficticio de la franquicia Pokémon de Nintendo y Game Freak. Creado por Ken Sugimori, Psyduck apareció por primera vez en los videojuegos Pokémon rojo y Pokémon azul y luego en las secuelas. Más tarde aparecieron en varios productos, títulos derivados y adaptaciones animadas e impresas de la franquicia. Es doblado por Rikako Aikawa en japonés. Es un Pokémon pato de tipo agua, caracterizado por sus habilidades de confusión y por sus problemas de migraña.

## Apariencia
Tiene una apariencia de un ornitorrinco amarillo y rechoncho un poco despistado, unos medianamente grandes ojos y un gran pico. También posee unas patas similares a los de un buceador ya que estos le ayudan a nadar con más velocidad, unas pequeñas aletas y tres pelos semi-erizados en lo alto de su cabeza.

## Etimología
Su nombre se deriva de las palabras en inglés psychic (psíquico) y duck (pato). El nombre japonés, Koduck (Kodakku), es una combinación de la palabra en japonés ko (pequeño) y la palabra en inglés duck (pato).

## Características
Al principio, Psyduck es un Pokémon básico que no posee habilidad en batalla. Después de desarrollar un intenso dolor de cabeza, Psyduck libera misteriosos poderes psicoquinéticos. Después de utilizar estos extraños poderes, no es capaz de recordar que los ha utilizado y mueve su cabeza, confuso. Se dice que eso se debe a que los usa en un estado de sueño profundo. Posee ataques acuáticos, físicos y psíquicos. Parece un ornitorrinco pequeño que, además de su plumaje amarillo, posee tres plumas negras en la cabeza. Expresa constantemente una mirada vacía y fija. A pesar de que los ataques psíquicos son su característica (especialmente en el anime), Psyduck no es un Pokémon tipo psíquico.
Según el Pokédex, la mirada de Psyduck es para aparentar ante sus enemigos que es un Pokémon débil. También sufre de dolores de cabeza constantes, que son la razón por la que agarra su cabeza con sus patas. Una vez que su dolor de cabeza alcanza el límite, muestra su poder al máximo.
Psyduck evoluciona a Golduck en el nivel 33. Golduck no evoluciona.

## En el anime
En el anime Pokémon, Misty captura accidentalmente a un Psyduck perpetuamente confundido en el Pueblo Hop Hop Hop. Este Psyduck demostró tener la destreza de salir de su Poké Ball en malos momentos o (por mera suerte) en momentos oportunos. Haciendo honor a su propia descripción en el Pokédex, la mayoría del tiempo Psyduck puede ser visto sosteniendo su cabeza, pues parece que sufre una migraña constante.
El Psyduck de Misty posee la mayor personalidad de sus Pokémon, se emociona o altera fácilmente, particularmente cuando tiene miedo. Este Psyduck en particular tiene una tendencia a ser patéticamente inútil en la batalla o extrañamente poderoso hasta al punto de ser capaz de vencer a cuatro Pokémon al mismo tiempo y a dos humanos con un ataque.
Este Psyduck necesita tener un dolor de cabeza muy severo para que puede liberar sus habilidades psíquicas; esto puede deberse a la creencia japonesa de que alguien con un gran dolor puede desatar habilidades psíquicas. El Psyduck de Misty es un Pokémon tipo agua, es incapaz de nadar; a pesar de que en los juegos es comúnmente encontrado nadando.
Psyduck parece realmente querer a Misty, y a pesar de sus errores, siempre trata de estar ahí para ella, aunque a ella no le guste.
Misty constantemente se queja de su Psyduck, pero muchos sospechan que en realidad ella se preocupa profundamente por él. Ella nunca ha querido deshacerse de él, a pesar de que se lo han sugerido varias veces; e instantáneamente rechaza la idea, incluso en la película, cuando Mewtwo captura a los Pokémon para clonarlos, ella le pide que le devuelva a su Psyduck. Su trato antagonista con la pequeña criatura amarilla se compara a su relación con Ash.
Un Psyduck mucho más poderoso apareció en el capítulo "Adiós Psyduck", mientras Ash, Misty y Tracey viajaban por las Islas Naranja.

## En los videojuegos
Psyduck aparece en todas las versiones de los juegos pokémon. Aunque es solo capturable en la versión Roja y Amarilla, Oro y Cristal, Zafiro y Rubí, Rojo Fuego, Esmeralda, Diamante, Perla, Platino, Negro 2 y Blanco 2 (No en sus versiones anteriores) de los juegos pokémon. Aunque flojea un poco en defensa tiene un decente ataque especial.

## Película
Psyduck aparece en la película de 2019 Pokémon: Detective Pikachu como el compañero Pokémon de Lucy Stevens (interpretada por Kathryn Newton). Sus habilidades de dolor de cabeza expulsan a un grupo de Greninjas, pero al final su estallido fuerte despierta a un grupo de Torterras gigantes.